# Агриппа (лунный кратер)
Кратер Агриппа (лат. Agrippa) — ударный кратер в центральной экваториальной области видимой стороны Луны, расположенный на юго-восточной окраине Моря Паров. Название присвоено в честь древнегреческого астронома Агриппы, жившего в I веке нашей эры, и утверждено Международным астрономическим союзом в 1935 г. Образование кратера относится к эратосфенскому периоду.

## Описание кратера

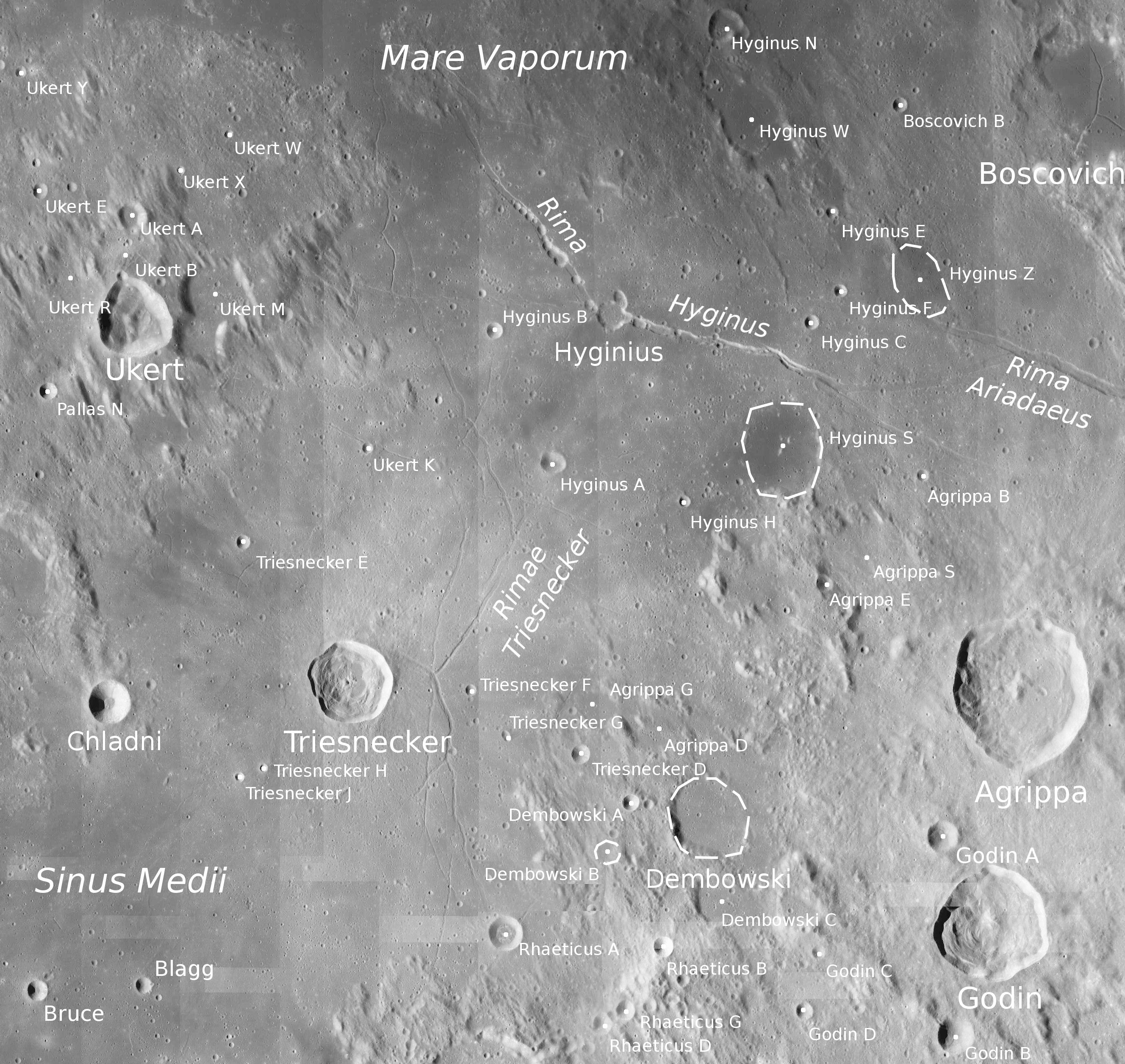
Окрестности кратера Агриппа. Снимок зонда Lunar Reconnaissance Orbiter.

На северо-западе от кратера расположена борозда Гигина, на севере останки кратера Бошкович, на северо-востоке маленький кратер Зильбершлаг и борозда Аридея, на востоке останки кратера Темпель и маленький кратер Уэвелл, на юго-востоке небольшой кратер Дарре, на юге кратер Годен, на юго-западе кратер Дембовский, на западе молодой кратер Триснеккер. Селенографические координаты центра кратера 4°06′ с. ш. 10°28′ в. д. / 4,1° с. ш. 10,47° в. д., диаметр 43,8 км, глубина 3 км.

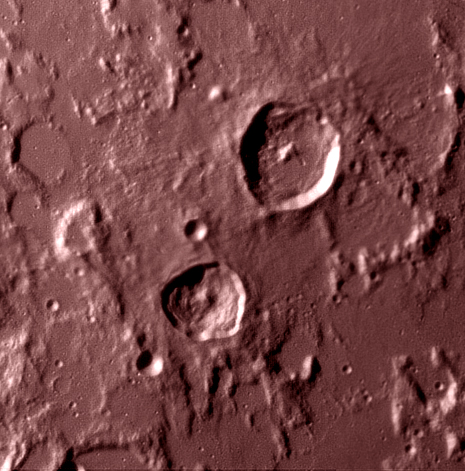
Кратеры Агриппа (вверху) и Годен. Снимок Северного оптического телескопа.

Кратер имеет необычную форму, напоминающую щит, с вытянутым южным краем и спрямленной северной частью. Максимальная высота вала кратера над окружающей местностью — 1070 м. Внутренний склон кратера имеет террасовидную структуру. В чаше кратера находится массивный центральный пик диаметром 8,83 км и высотой 1040 м. Кратер обладает высокой отражательной способностью в радарных диапазонах 3,8 и 70 см, что объясняется его небольшим возрастом и наличием многих неровных поверхностей и обломков пород. Объём кратера — примерно 1500 км3.

Кратер Агриппа включен в список кратеров с яркой системой лучей Ассоциации лунной и планетарной астрономии (ALPO).

## Сечение кратера
На приведенном графике представлено сечение кратера в различных направлениях, масштаб по оси ординат указан в футах, масштаб в метрах указан в верхней правой части иллюстрации.

## Кратковременные лунные явления
В кратере наблюдались кратковременные лунные явления в виде свечения на фоне пепельного света и во время затмений.

## Сателлитные кратеры

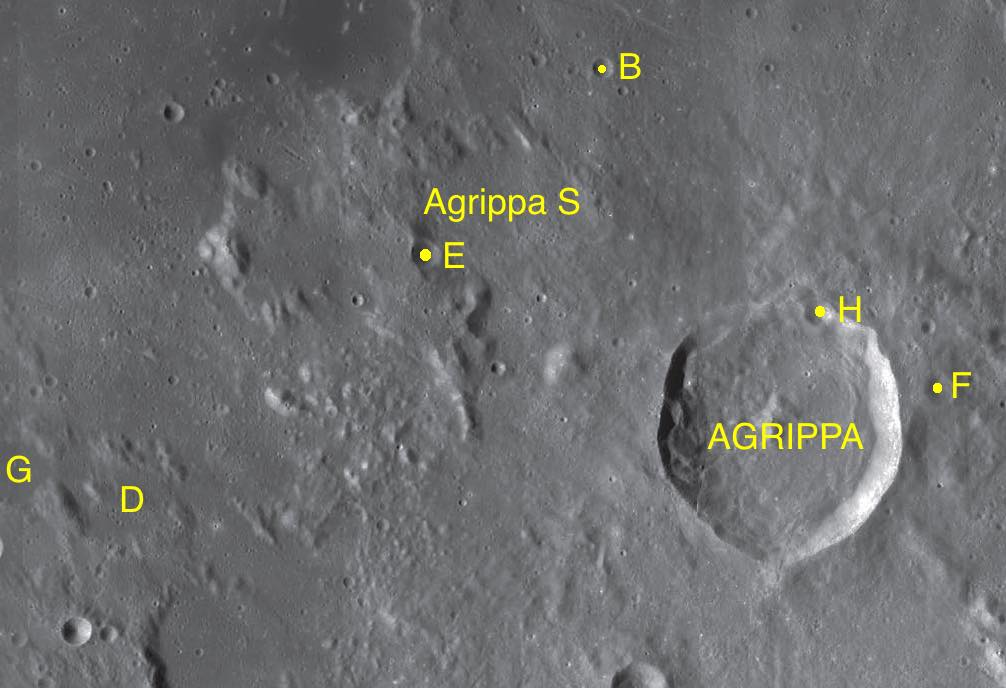
Фрагменты карт LAC-59, LAC-60.

| Агриппа | Координаты                                         | Диаметр, км |
| ------- | -------------------------------------------------- | ----------- |
| B       | 6°12′ с. ш. 9°28′ в. д. / 6,20° с. ш. 9,46° в. д.  | 4,0         |
| D       | 3°46′ с. ш. 6°43′ в. д. / 3,77° с. ш. 6,72° в. д.  | 21,4        |
| E       | 5°10′ с. ш. 8°26′ в. д. / 5,16° с. ш. 8,44° в. д.  | 5,0         |
| F       | 4°18′ с. ш. 11°22′ в. д. / 4,3° с. ш. 11,37° в. д. | 5,3         |
| G       | 3°55′ с. ш. 6°10′ в. д. / 3,91° с. ш. 6,16° в. д.  | 13,2        |
| H       | 4°45′ с. ш. 10°42′ в. д. / 4,75° с. ш. 10,7° в. д. | 4,9         |
| S       | 5°17′ с. ш. 8°53′ в. д. / 5,28° с. ш. 8,89° в. д.  | 31,7        |